# Šemnická skála
Šemnická skála (dříve přírodní památka Olšová vrata) je přírodní památka v okrese Karlovy Vary, vyhlášená v roce 1933. Nachází se při severovýchodním okraji CHKO Slavkovský les přibližně 1 km jihozápadně od obce Šemnice. Předmětem ochrany je znělcová kupa s neobvykle utvářenými skalisky a dalšími geomorfologickými jevy, na níž se vytvořila na skalních útvarech cenná bylinná společenstva skalních štěrbin a drolin.
Péčí o území je pověřena správa CHKO Slavkovský les.

## Historie
Místu se původně říkalo Panenský skok. Současný název se ujal až v 19. století. Vrchol skály v minulosti zdobil kříž na památku dívky, která tam podle pověsti uprchla před krutým pánem, aby si ho nemusela vzít za muže, a předstírala skok ze skály (onen pán pak prý ze skály spadl).

## Přírodní poměry

### Geomorfologie a geologie
Přírodní památka leží v geomorfologickém celku Slavkovský les, při rozhraní s geomorfologickým celkem Doupovské hory. Horninové podloží je tvořeno žulami karlovarského plutonu, kterým při vulkanické činnosti prostoupila znělcová láva. Postupným vypreparováním se vytvořil výrazný znělcový suk, jehož východní svah dosahuje výšky okolo 165 m. V geologických mapách je tato extruzivní magmatická hornina klasifikovaná jako trachyandezit.

### Flóra a fauna
Skalní výchozy jsou zčásti porostlé suťovým lesem přirozeného charakteru. U jehličnanů převládá smrk ztepilý, u listnáčů lípa malolistá. Ze zvláště chráněných a ohrožených druhů rostlin se na lokalitě vyskytují lilie zlatohlavá (Lilium martagon) a tařice skalní (Aurinia saxatilis). V minulosti (1938) uváděná kapradinka skalní (Woodsia ilvensis) nebyla na lokalitě potvrzena.
Ze zvláště chráněných a ohrožených druhů živočichů zde hnízdí výr velký (Bubo bubo), běžný je krkavec velký (Corvus corax). Na lokalitě byli pozorováni sokol stěhovavý (Falco peregrinus), kulíšek nejmenší (Glaucidium passerinum) a sýc rousný (Aegolius funereus).

## Přístup
Na Šemnickou skálu vede z Andělské Hory žlutě značená naučná stezka Andělská hora-Kyselka, z opačného směru červeně značená z Dubiny. Z vrcholu je výhled na údolí řeky Ohře, na Doupovské a Krušné hory.

## Galerie

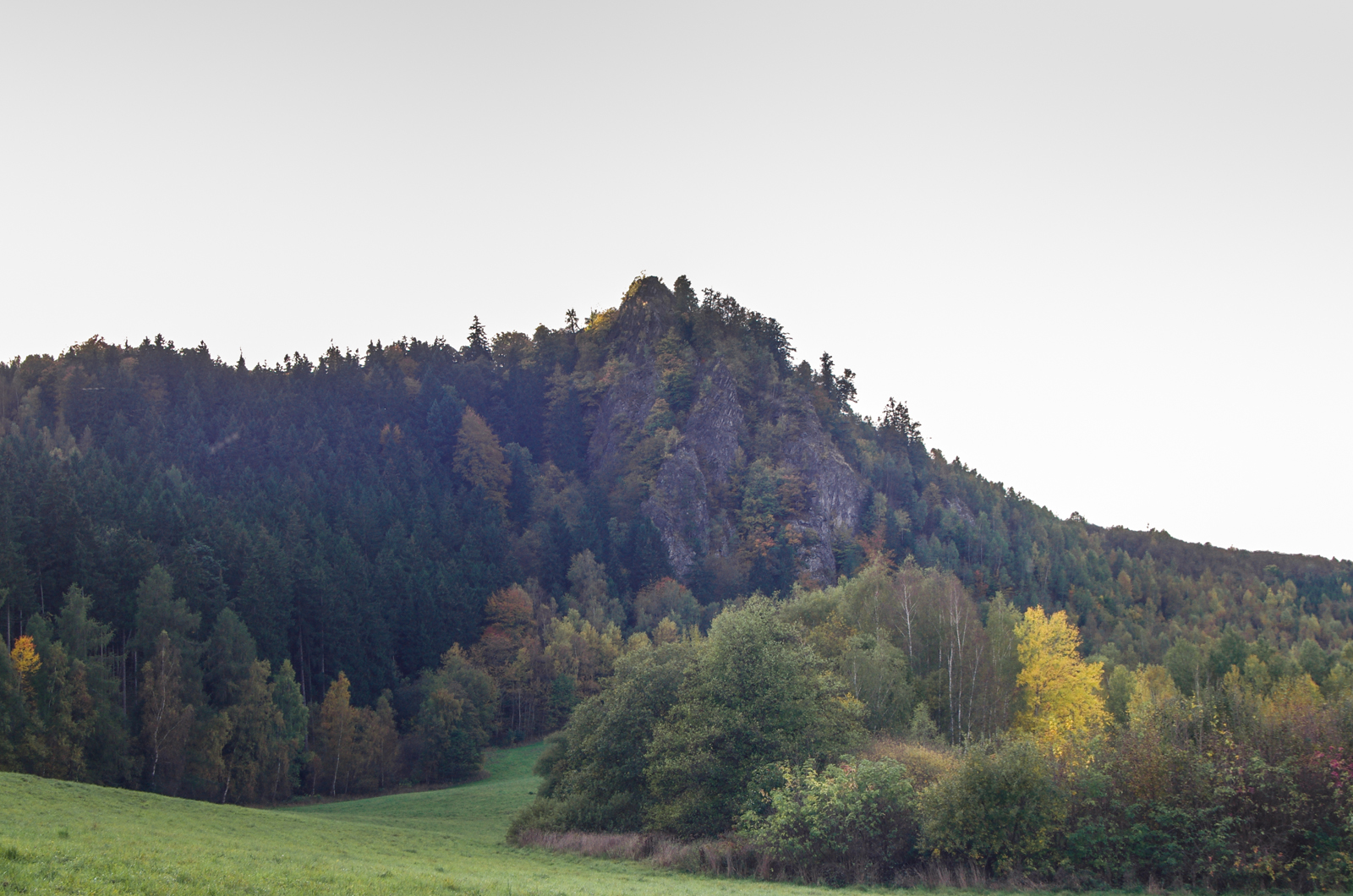
Pohled od východu
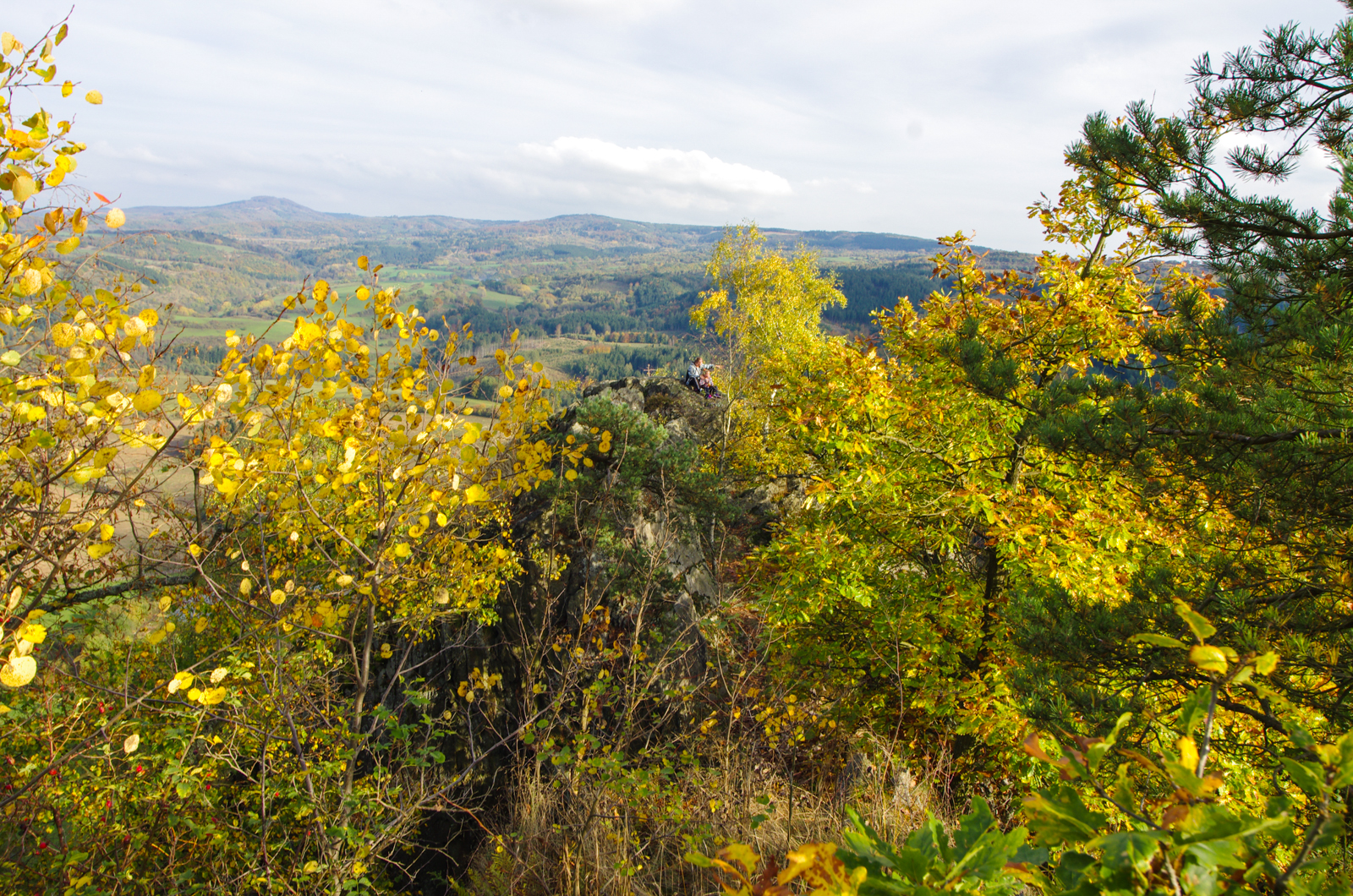
Vrcholová část
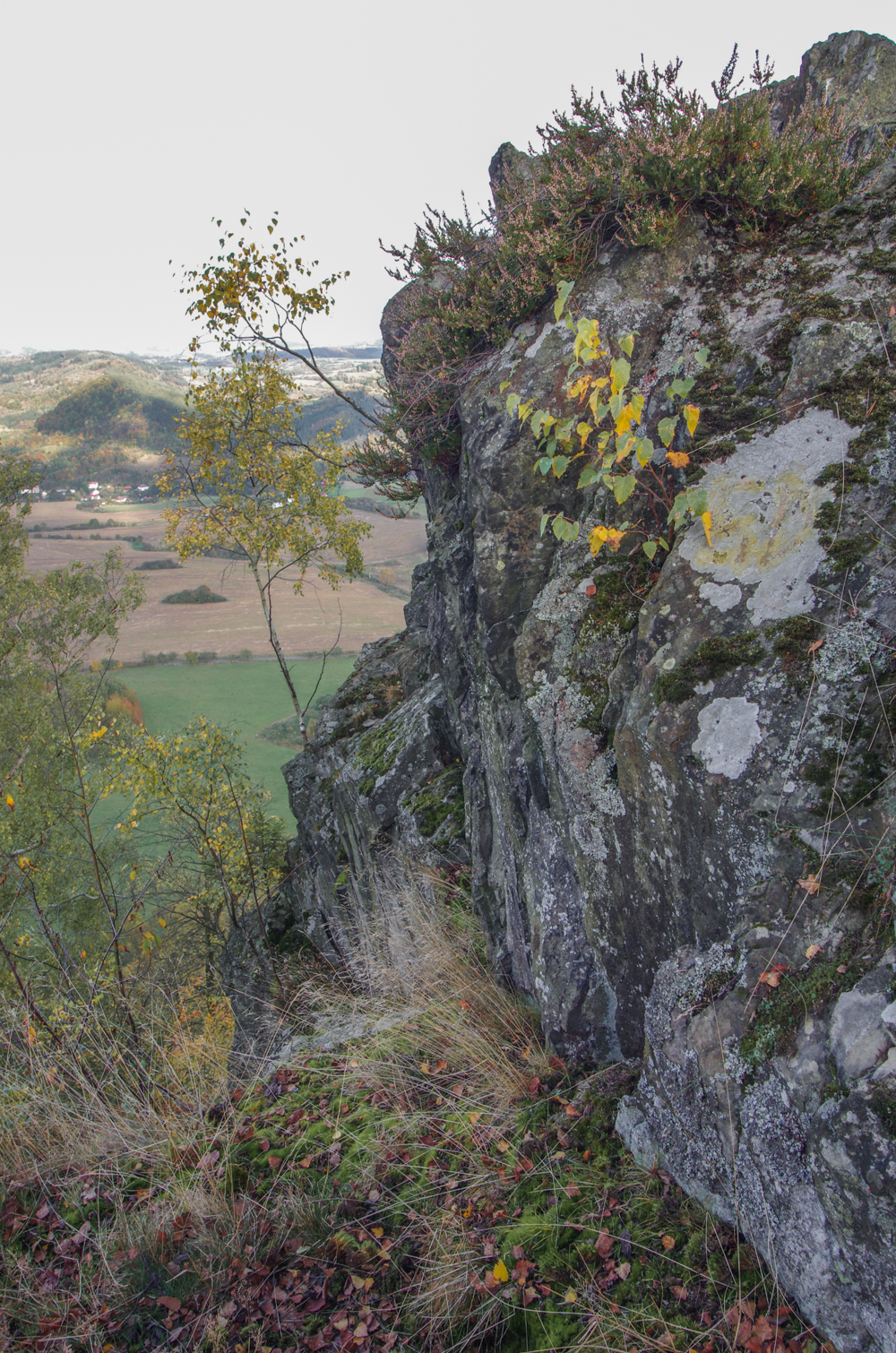
Vrcholová část
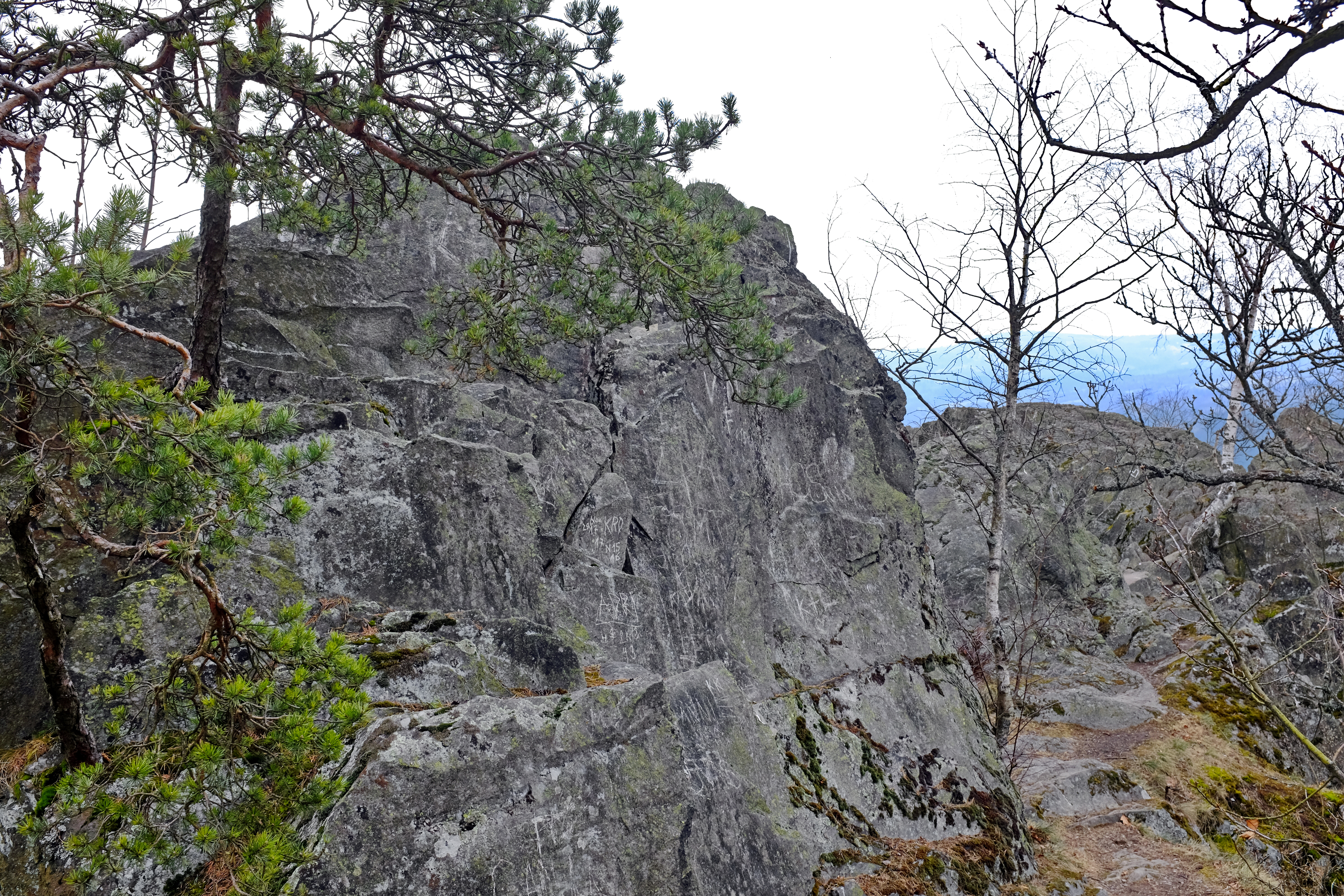
Vrcholová část
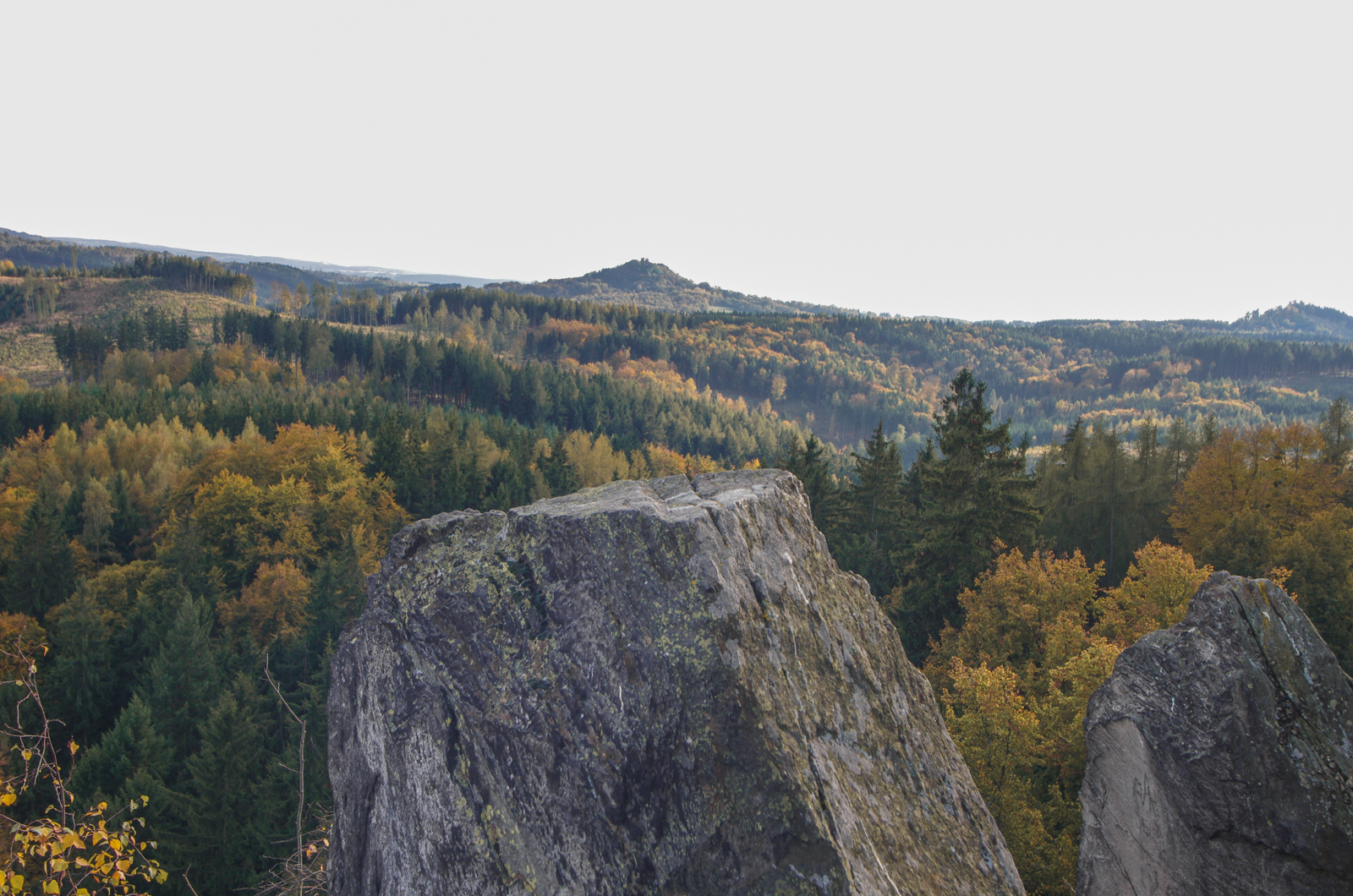
Pohled na jih na Andělskou horu
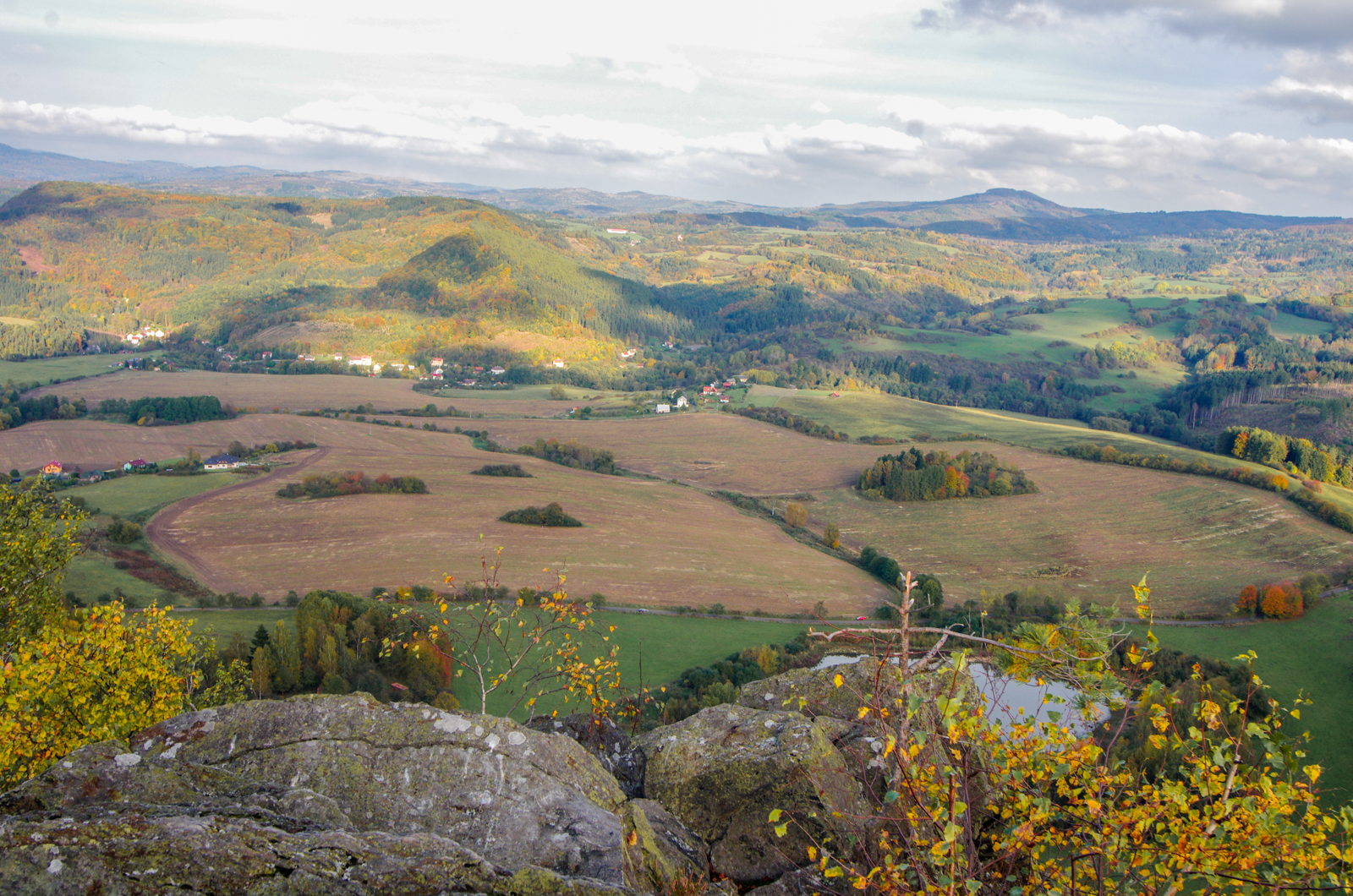
Pohled na východ na Doupovské hory